# 绍吉毛兹
绍吉毛兹，是匈牙利琼格拉德州所辖的一个村。总面积53.72平方公里，总人口4622，人口密度86.0人/平方公里（2011年1月1日）。